# Борковское сельское поселение (Бежецкий район)
Борко́вское се́льское поселе́ние — упразднённое муниципальное образование в составе Бежецкого района Тверской области, существовавшее в 2005—2023 годах.
Центр поселения — деревня Борок Сулежский.

## Географические данные
- Общая площадь: 243,4 км²
- Нахождение: северо-восточная часть Бежецкого района
  - Граничит:
    - на севере — с Молоковским районом, Обросовское СП и Черкасовское СП
    - на северо-востоке — с Краснохолмским районом, Высокушинское СП и Барбинское СП
    - на юго-востоке — с Сонковским районом, Горское СП
    - на юге — с Городищенским СП
    - на юго-западе — с городским поселением город Бежецк
    - на западе — с Фралевским СП и Поречьевским СП

Главная река — Уйвешь.

## История
В XIII—XIV вв. территория поселения относилась к Бежецкому Верху Новгородской земли.
В 1397 году окончательно присоединена к Москве.
- После реформ Петра I территория поселения входила:
  - в 1708—1727 гг. в Санкт-Петербургскую (Ингерманландскую, 1708—1710 гг.) губернию, Углицкую провинцию,
  - в 1727—1775 гг. в Московскую губернию, Углицкую провинцию,
    - в 1766 г. Бежецкий Верх переименован в Бежецкий уезд,

  - в 1775—1796 гг. в Тверское наместничество, Бежецкий уезд,
  - в 1796—1929 гг. в Тверскую губернию, Бежецкий уезд,
  - в 1929—1935 гг. в Московскую область, Бежецкий район,
  - в 1935—1990 гг. в Калининскую область, Бежецкий район,
  - с 1990 в Тверскую область, Бежецкий район.

В XIX — начале XX века большинство деревень поселения относились к Новской, Сулежской и Яковлевской волостям Бежецкого уезда.
Образовано в 2005 году, включило в себя территории Борковского, Морозовского и Градницкого сельских округов.
Законом Тверской области от 13 апреля 2023 года № 15-ЗО муниципальное образование было упразднено с включением всех населённых пунктов в состав Бежецкого муниципального округа.

## Население
| 2005  | 2010  | 2011  | 2012  | 2013  | 2014  | 2015  |
| ----- | ----- | ----- | ----- | ----- | ----- | ----- |
| 1755  | ↘1352 | ↘1342 | ↘1317 | ↘1293 | ↘1252 | ↘1249 |
| 2016  | 2017  | 2018  | 2019  | 2020  | 2021  |       |
| ↘1226 | ↘1214 | ↘1175 | ↘1162 | ↗1168 | ↘953  |       |

По переписи 2002 года — 1845 человек (650 в Градницком, 696 в Борковском и 499 в Морозовском сельских округах), на 01.01.2008 — 1666 человек.

## Состав сельского поселения
В состав сельского поселения входят 38 населённых пунктов:
| №  | Населённый пункт   | Тип     | Население |
| -- | ------------------ | ------- | --------- |
| 1  | Алексино           | деревня | ↘0        |
| 2  | Белобородово       | деревня | ↘0        |
| 3  | Бонькино           | хутор   | →0        |
| 4  | Бор Еремеевский    | деревня | ↘1        |
| 5  | Борисково          | деревня | ↘65       |
| 6  | Борки              | деревня | ↘1        |
| 7  | Борок Сулежский    | деревня | ↘394      |
| 8  | Быково             | деревня | ↘0        |
| 9  | Виловатик          | деревня | ↗48       |
| 10 | Высока             | деревня | ↘32       |
| 11 | Горни              | деревня | ↘1        |
| 12 | Градницы           | село    | ↘178      |
| 13 | Гряда              | деревня | ↘1        |
| 14 | Дуброво            | деревня | ↘60       |
| 15 | Ежево              | деревня | ↘9        |
| 16 | Ельники            | деревня | ↘1        |
| 17 | Еремеево           | деревня | ↘14       |
| 18 | Заречье            | деревня | ↘1        |
| 19 | Заручье            | деревня | ↘159      |
| 20 | Захаровка          | деревня | ↘8        |
| 21 | Зобищи             | деревня | →0        |
| 22 | Иевлево            | деревня | ↘18       |
| 23 | Клетиково          | деревня | →0        |
| 24 | Мешково            | деревня | ↘0        |
| 25 | Мичуриха           | деревня | →1        |
| 26 | Морозово           | деревня | ↘241      |
| 27 | Сгубово            | деревня | ↘12       |
| 28 | Село Новое         | деревня | →36       |
| 29 | Ситьково           | деревня | ↘0        |
| 30 | Сокольниково       | деревня | →1        |
| 31 | Старый Борок       | деревня | ↘1        |
| 32 | Сулега             | село    | ↘8        |
| 33 | Твершино           | деревня | →6        |
| 34 | Теребени           | деревня | →0        |
| 35 | Фешево             | село    | ↘1        |
| 36 | Холмцы Нееловские  | деревня | ↘1        |
| 37 | Холмцы Яблоновские | деревня | ↘6        |
| 38 | Яблонное           | деревня | ↘38       |

### Бывшие населенные пункты
- Жарки (-2001)
- Олохово (-2001)
- Острога (-1998)
- Слепнёво
- Хотена
- Семирадово
- Щёлково
- Алешино
- Кославля
- Пушкино
- Сидорково
- Толстиково
- Селищи
- Котловицы
- Новый Борок

## Известные люди
- В деревне Ельники родился Герой Советского Союза Виктор Петрович Иванов.
- В ныне не существующей деревне Семирадово родился Герой Советского Союза Пётр Михеевич Иванов.
- В селе Сулега родился Герой Советского Союза Василий Алексеевич Евланов.
- В ныне не существующей деревне Щёлково родился Герой Советского Союза Василий Васильевич Новиков.
- В ныне не существующей деревне Алешино родился Герой Советского Союза Иван Иванович Кирсанов.
- В деревне Борок Сулежский родился советский военачальник Иван Андреевич Воробьёв.

## Достопримечательности
Музей «Дом поэтов» в селе Градницы, экспозиция которого посвящена жизни и творчеству Анны Андреевны Ахматовой и её мужа Николая Степановича Гумилёва[уточнить].